# Erythroxylum macrophyllum
Erythroxylum macrophyllum es una especie de planta perteneciente a la familia Erythroxylaceae. Se distribuye en bosques húmedos en Centroamérica y Sudamérica. 

## Distribución y hábitat
Se distribuye en Belice, Bolivia, Brasil, Colombia, Costa Rica, Ecuador, Guatemala, Guyana, Guyana Francesa, Honduras, México, Nicaragua, Panama, Perú, Surinam y Venezuela.
En México se encuentra en los estados del sur: Veracruz, Chiapas y Tabasco.  En Panamá en las provincias de Chiriquí, Coclé, Colón, Darién, Panamá, Veraguas y la comarca de Guna Yala.

### Hábitat
E. macrophyllum crece a bajas y medianas elevaciones, en bosques húmedos o muy húmedos.

## Descripción
Crece en altitudes de 1200 a 1400 m de altura. Es un pequeño árbol del sotobosque que alcanza de 2 a 6 metros. Las hojas son alternas y están alineadas en un plano. Las flores son pequeñas y blancas, nacen de marzo a junio.
Los frutos son drupas elipsoidales, de 0.8-1.2 cm de largo, verdes o amarillas cuando están inmaduras, tornándose rojos al madurar persistiendo hasta septiembre, octubre o noviembre en función al territorio. Los frutos maduros tienen un arilo muy jugoso y carnoso que cubre la semilla.

## Taxonomía
Erythroxylum macrophyllum fue descrita por el botánico español Antonio José de Cavanilles y la descripción publicada en Monadelphiae classis dissertationes decem 401, t. 227 en 1789.

## Importancia económica y cultural
Es utilizada en la medicina tradicional amazónica. La especie contiene el alcaloide cocaína, los análisis de unas muestras de Venezuela arrojaron una cantidad de entre 0.0001–0.0005% de cocaína por cada gramo de hoja.

## Nombres comunes
- Belice: Wild cherry[4]
- Colombia: Laurel, garrucho colorado, cucharo, coca[4]
- Ecuador: Tentemoemo (en idioma huaorani)[4]
- Perú: Sacha coca, coca silvestre, coca de monte, tsurutes (en idioma murui-muinani)[4]